# Albert Reynolds (lekkoatleta)
Albert Reynolds (ur. 28 marca 1988) – reprezentujący Saint Lucia lekkoatleta specjalizujący się w rzucie oszczepem.
W latach 2007–2014 bez sukcesów medalowych sartował w licznych imprezach międzynarodowych. Podczas mistrzostw strefy NACAC w 2015 roku zdobył brązowy medal. Taki sam sukces osiągnął w 2019 roku podczas igrzysk panamerykańskich. Uczestnik mistrzostw świata w Dosze (2019). 
Rekord życiowy: 82,19 (10 sierpnia 2019, Lima), rekord Saint Lucia. 

## Osiągnięcia
| Rok  | Impreza                                    | Miejsce      | Pozycja           | Wynik |
| ---- | ------------------------------------------ | ------------ | ----------------- | ----- |
| 2007 | Mistrzostwa panamerykańskie juniorów       | São Paulo    | 4. miejsce        | 69,13 |
| 2008 | Mistrzostwa Ameryki Środkowej i Karaibów   | Cali         | 5. miejsce        | 64,53 |
| 2008 | Młodzieżowe (U23) mistrzostwa strefy NACAC | Toluca       | 4. miejsce        | 64,27 |
| 2009 | Mistrzostwa Ameryki Środkowej i Karaibów   | Hawana       | 9. miejsce        | 63,52 |
| 2010 | Igrzyska Ameryki Środkowej i Karaibów      | Mayagüez     | 4. miejsce        | 69,52 |
| 2010 | Igrzyska Wspólnoty Narodów                 | Nowe Delhi   | 9. miejsce        | 67,06 |
| 2011 | Mistrzostwa Ameryki Środkowej i Karaibów   | Mayagüez     | 9. miejsce        | 62,03 |
| 2014 | Igrzyska Wspólnoty Narodów                 | Glasgow      | el. – 16. miejsce | 69,10 |
| 2015 | Mistrzostwa NACAC                          | San José     | 3. miejsce        | 77,71 |
| 2018 | Igrzyska Wspólnoty Narodów                 | Gold Coast   | 9. miejsce        | 73,87 |
| 2018 | Igrzyska Ameryki Środkowej i Karaibów      | Barranquilla | 7. miejsce        | 73,56 |
| 2019 | Igrzyska panamerykańskie                   | Lima         | 3. miejsce        | 82,19 |
| 2019 | Mistrzostwa świata                         | Doha         | el. – 29. miejsce | 73,91 |